# Fundo petrolífero de Timor-Leste
O Fundo Petrolífero de Timor-Leste é um fundo soberano no qual o excedente de riqueza produzido pelos rendimentos do petróleo e do gás de Timor-Leste é depositado pelo governo timorense.

## Histórico
O fundo foi criado em 2005 com um saldo inicial de 205 milhões de dólares.  Em 31 de Dezembro de 2010, o capital do fundo era de 6,9 mil milhões de dólares.
O fundo aderiu aos Princípios de Santiago sobre as melhores práticas para a gestão de Fundos Soberanos e juntou-se ao Fórum Internacional de Fundos Soberanos. Como membro, publica como adota e implementa os princípios dentro dos seus procedimentos de governação. Em dezembro de 2021, o fundo tinha US$ 18,5 bilhões em ativos sob gestão.
Em 2011, foi criada a a petrolífera estatal Timor Gap, por meio Decreto-Lei n.º 31/2011, de 27 de julho de 2011, para atuar em nome do Estado em negócios no setor do petróleo e gás.
Em 6 de março de 2018, ocorreu a assinatura de um tratado entre a República Democrática de Timor-Leste e a Austrália, estabelecendo as respetivas fronteiras marítimas no Mar de Timor. O tratado teve como entre seus objetivos o desenvolvimento da indústria petrolífera no país.
Para persecução de suas atividades, a Timor GAP estabelece Contratos de Partilha de Produção (CPP) com outras companhias, regulados pela Autoridade Nacional do Petróleo e Minerais (ANPM). Enquanto o país ainda desenvolve sua indústria local de petróleo e gás, são utilizadas a experiência e capacidade das companhias petrolíferas internacionais que exploram e produzem petróleo e gás na Área Exclusiva de Timor-Leste e na Área Comum de Desenvolvimento Petrolífero. Em troca, o Estado recebe parte das receitas do petróleo e do gás geradas por estas atividades, além do pagamento de impostos.